# Партия на труда (Литва)
Вижте пояснителната страница за други значения на Партия на труда.
Партията на труда (на литовски: Darbo partija) е центристка социаллиберална политическа партия в Литва.
Партията е основана през 2003 година от родения в Русия милионер Виктор Успаских. На изборите през 2004 година партията е първа и образува коалиционно правителство, водено от Литовската социалдемократическа партия, но на следващите избори през 2008 година правителствените партии претърпяват поражение.
На парламентарните избори през 2012 година Партията на труда получава най-добър резултат с 20% от гласовете, но остава трета като брой места в Сейма – 29 от 140.
1. ↑  data.gov.lt